# Hymenoscyphus nitidulus
Hymenoscyphus nitidulus är en svampart som först beskrevs av Berk. & Broome, och fick sitt nu gällande namn av William Phillips 1887. Hymenoscyphus nitidulus ingår i släktet Hymenoscyphus och familjen Helotiaceae.   Inga underarter finns listade i Catalogue of Life.